# Bert Peña
Bert Peña (Santurce, Puerto Rico; 11 de julio de 1959-Caguas, Puerto Rico; 19 de enero de 2023) nombre real de Adalberto Peña fue un beisbolista y mánager de béisbol de Puerto Rico que jugó seis temporadas en la MLB en la posición de shortstop con los Houston Astros.

## Carrera

### Jugador
Peña jugó seis temporadas en la MLB pero su carrera como jugador fue de 12 temporadas, de 1977 a 1988 ya que jugó en la categoría Triple A principalmente con los Tucson Toros entre otros equipos filiales de los Astros. Su mejor temporada fue la de 1984 donde jugó 24 partidos y conectó su único cuadrangular en su carrera en la MLB ante Ricky Horton de los St. Louis Cardinals el 2 de septiembre de 1984 en el Busch Stadium, partido que perdieron los Astros por 1-4.
En su carrera en la MLB jugó apenas 88 partidos, la mayoría entrando desde la banca, sumó 31 hits; mientras que su promedio de bateo fue de.231 en 1224 partidos en las ligas menores.

### Mánager
Por tres temporadas fue mánager en la Liga Atlántica de Béisbol Profesional, y también dirigió a la selección de béisbol de Puerto Rico en la Copa Mundial de Béisbol de 2005 y en los XX Juegos Centroamericanos y del Caribe.

## Vida personal
Su hijo Roberto Peña es beisbolista profesional.

## Muerte
Bert Peña murió el 19 de enero de 2023 en Caguas, Puerto Rico por cáncer de esófago.